# Paso Robles
Paso Robles, voluit El Paso de Robles, is een plaats (city) in de Amerikaanse staat Californië, en valt bestuurlijk gezien onder San Luis Obispo County.
De naam betekent Eiken Pas of  De Pas van de Eiken. De stad ligt aan de Salinas River ten noorden van San Luis Obispo en staat vooral bekend om zijn warmwaterbronnen.

## Demografie
Bij de volkstelling in 2000 werd het aantal inwoners vastgesteld op 24.297.
In 2006 is het aantal inwoners door het United States Census Bureau geschat op 27.973, een stijging van 3676 (15,1%).

## Geografie
Volgens het United States Census Bureau beslaat de plaats een oppervlakte van
44,9 km², geheel bestaande uit land.

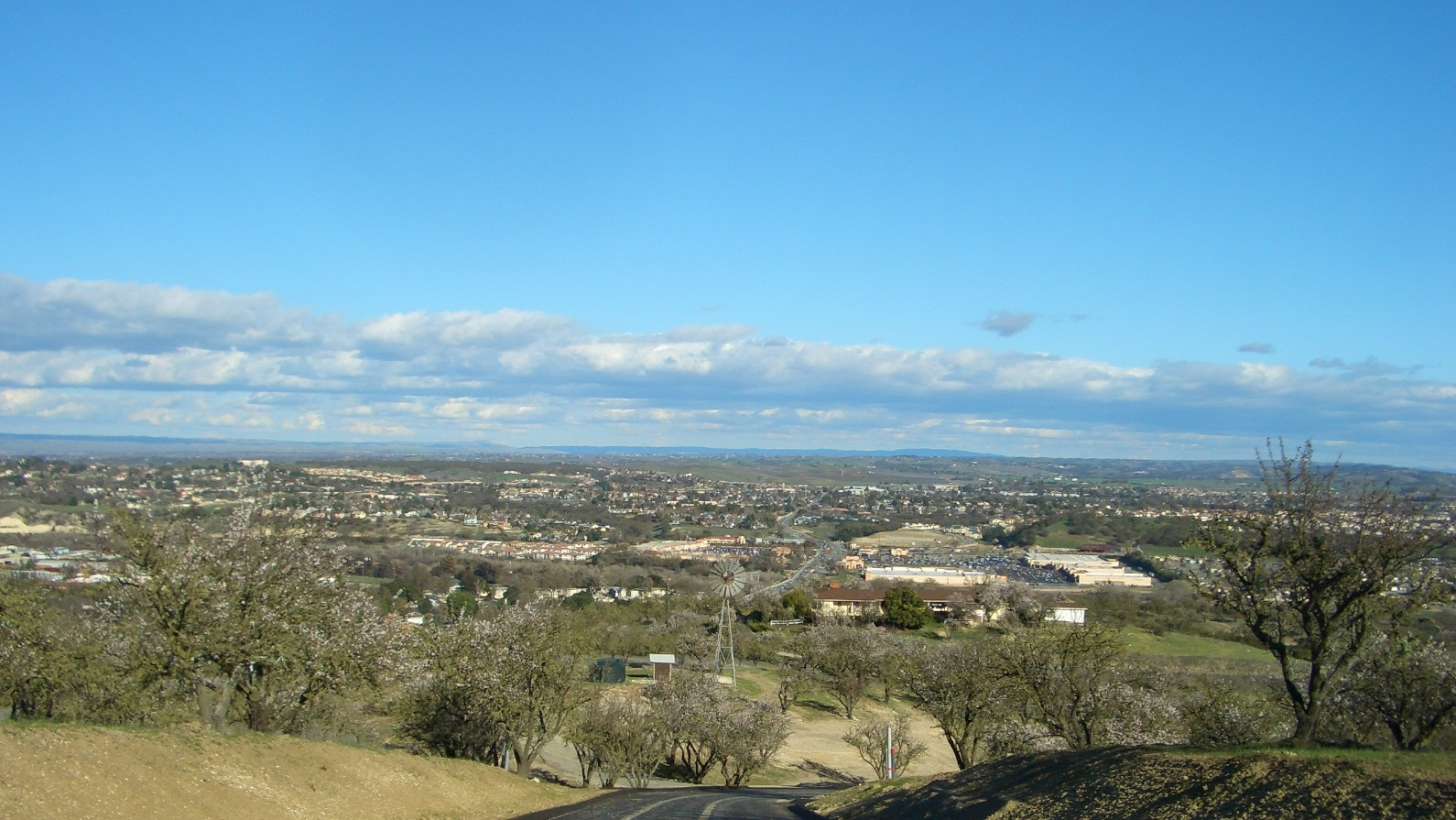
Paso Robles
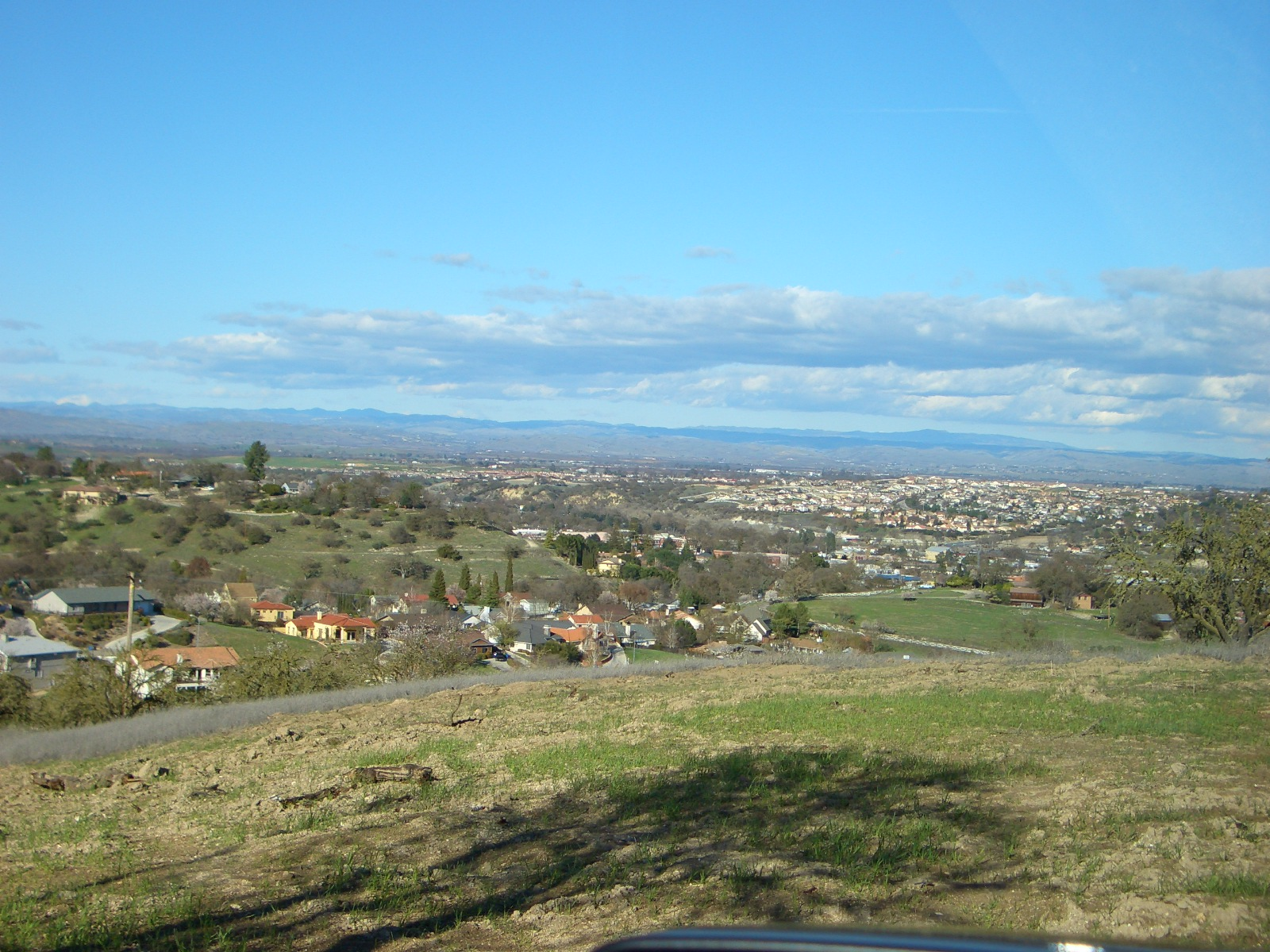
Paso Robles

## Plaatsen in de nabije omgeving
De onderstaande figuur toont nabijgelegen plaatsen in een straal van 32 km rond El Paso de Robles (Paso Robles).